# Cerdo ibérico manchado de Jabugo
El cerdo ibérico manchado de Jabugo es una raza porcina española originaria de Andalucía, que recibe su nombre del municipio de Jabugo, en la provincia de Huelva.

## Futuro
Junto con el cerdo dorado gaditano, es la raza de cerdo ibérico cuyo número de ejemplares es más pequeño. Está en peligro de extinción, con sólo cincuenta  y un ejemplares censados.